# 중구·동구·옹진군
중구·동구·옹진군은 대한민국의 옛 국회의원 선거구이다. 당시 인천광역시 중구, 동구, 옹진군 지역을 관할했다.

## 역사
1995년 3월 1일을 기해 경기도 옹진군이 인천광역시에 편입되었다. 이로 인해 제15대 국회의원 선거를 앞두고 옹진군이 인천광역시의 선거구인 중구·동구 선거구에 편입되면서 중구·동구·옹진군 선거구가 신설되었다.
제20대 국회의원 선거를 앞두고 서구의 인구가 증가하게 되면서 서구·강화군 을 선거구에 속해 있던 강화군을 편입해 중구·동구·강화군·옹진군 선거구를 형성하면서 폐지되었다.

## 역대 국회의원
| 선거   | 정당 | 정당       | 의원   |
| ------ | ---- | ---------- | ------ |
| 1996년 |      | 신한국당   | 서정화 |
| 2000년 |      | 한나라당   | 서상섭 |
| 2004년 |      | 열린우리당 | 한광원 |
| 2008년 |      | 한나라당   | 박상은 |
| 2012년 |      | 새누리당   | 박상은 |

## 역대 선거 결과

### 대한민국 제15대 국회의원 선거
|  | 49.08% |

|  | 33.07% |

|  | 9.64% |

|  | 8.19% |

### 대한민국 제16대 국회의원 선거
|  | 30.43% |

|  | 30.16% |

|  | 28.50% |

|  | 9.12% |

|  | 1.77% |

### 대한민국 제17대 국회의원 선거
|  | 35.59% |

|  | 31.75% |

|  | 16.48% |

|  | 8.61% |

|  | 6.53% |

|  | 1.00% |

### 대한민국 제18대 국회의원 선거
|  | 47.25% |

|  | 30.62% |

|  | 13.76% |

|  | 7.20% |

|  | 1.14% |

### 대한민국 제19대 국회의원 선거
|  | 52.59% |

|  | 47.40% |